# Надводникови
Надводниковите (Elatinaceae) са семейство растения от разред Малпигиецветни (Malpighiales).
Таксонът е описан за пръв път от Бартелеми Дюмортие през 1829 година.

## Родове
- Bergia – Бергия
- Elatine – Надводник